# Alien Trilogy
Alien Trilogy é um jogo de tiro em primeira pessoa baseado nos três primeiros filmes da série Alien. Foi lançado para MS-DOS, Playstation e Sega Saturn.

## História
No comando da Tenente Ellen Ripley, o jogador é inserido na história da franquia Alien, concluída finalmente com Alien 3. Mas, juntamente as cenas em animação CGI, a história é contada através de textos com instruções que guiam o jogador através de uma história orientada, diferente da história específica dos filmes.
O jogo é dividido em 3 grandes episódios:
- Fases 01-11: Relativo ao segundo filme (Aliens):

O primeiro episódio se caracteriza pela ambientação do jogador com o jogo. Em geral apresenta poucos inimigos e poucos quebra-cabeças para serem resolvidos. No decorrer do episódio as armas são disponibilizadas ao jogador. Apresenta também poucos tipos de inimigos.
- Fases 12-21: Relativo ao terceiro filme (Alien 3):

O segundo episódio tem um nível de dificuldade mais elevado pois apresenta muitos inimigos novos e quebra-cabeças que desafiam o jogador como a frequente descoberta de pontos onde abrir portas. Como inimigos novos surgem os humanóides, que atiram a distância com o Pulse-Rifle e os Aliens-cão que são rápidos e difíceis de serem atingidos por projéteis, devido a sua alta velocidade.
- Fases 22-34: Terceiro e último episódio é relativo ao primeiro filme (Alien):

O clímax do jogo. Desde a fase 22 surge uma dificuldade imensa, mesmo no modo mais fácil de jogo. As fases são muito complexas com muitas portas e itens secretos. Os inimigos surgem em bandos e são abundantes especialmente humanóides armados com Pulse-Rifle e até mesmo com a Smart Gun que causam dano extremo mesmo atacando à distância.

## O jogo
O jogo se ambienta praticamente todo em locais fechados e corredores estreitos, assim como nos filmes da série Alien. Há alguns lugares abertos, mas apenas salas grandes como depósitos, não é vêem-se salas a céu aberto como em Doom. Apesar disso o gráfico do jogo é muito bom e o fato de o jogo se ambientar em corredores torna-o mais assustador. Existem inimigos por toda parte, cada vez em maior quantidade, que vão se tornando mais difíceis com o passar do jogo. Há também muitas sala secretas, que são difíceis de serem localizadas, mas proporcionam armas e munição em grande quantidade.

## Armas
- Pistola: A arma básica do jogo que o jogador já começa com ela. Quando o jogador não tiver mais munição de arma alguma a munição da pistola se torna ilimitada, visto que não há golpes físicos tipo soco e o jogador ficaria desarmado.
- Shotgun: Extremamente forte quando disparada perto ao alvo, a Shotgun é a segunda arma que o jogador utiliza. Apesar do alto dano à curta distância, se usada a uma distância maior seu dano é muito reduzido, chegando a ser nulo se disparada a uma distância longa demais. É muito útil contra os Aliens que não atiram projéteis, mas pouco eficaz contra os inimigos humanos que utilizam Pulse-Rifles e podem atingir a uma grande distância. Cada pacote com munição (shell) coletado proporciona 10 tiros e a Shotgun pode carregar 100 tiros no máximo
- FlameThower: O lança-chamas é uma arma eficiente contra os Aliens, mas pouco eficiente contra inimigos humanos. Os Aliens possuem como ponto fraco o fogo, com o uso do lança-chamas é possível mantê-los a distância e atingi-los. Contra inimigos humanos se torna ineficiente devido a curta distância que a chama atinge e o pouco dano causado. Sua munição também é consumida muito rapidamente.
- Pulse-Rifle: Sem dúvida a arma mais versátil do jogo. Pode atingir alvos a enorme distância e causa um grande dano, tanto em humanos quanto em Aliens. É muito rápida em seu uso e dispara rajadas de 4 tiros, mesmo o jogador pressionando o botão de tiro uma única vez. O Pulse-Rifle possui uma altíssima capacidade de carregar tiros, 999 no máximo.
- Pulse-Rifle Grenades: Granadas de explosão que são lançadas pelo Pulse-Rifle. Seu alcance é muito superior à Seismic Survey Charges e causa dano semelhante. Pode ser disparada apenas com o jogador utilizando o Pulse-Rifle como arma.
- Smart Gun: Um tipo de metralhadora longe. A arma mais letal do jogo. Sua munição é muito rara de ser encontrada tornando pouco seu uso no jogo. Porém sua rajada é muito forte e rápida, causa dano superior ao Pulse-Rifle. É ótima contra levas de inimigos, rapidamente dizima os inimigos na tela. Cada Smart Gun Magazine carrega 100 tiros.
- Seismic Survey Charges: Bombas que explodem ao serem lançadas. Seu alcance é muito reduzido, mas seu dano é altíssimo. Também serve para abrir certos locais no jogo que só podem ser explodidos com Seismic Survey Charges ou Pulse-Rifle Grenades.

## Recepção no mercado
Alien Trilogy recebeu 78% de votação no GameRanckings, baseado em 5 reviews. A crítica geralmente critica os jogos de tiro em 1ª pessoa estilo Doom, com layout confuso nas fases e falta de direção narrativa.
Todavia, Irwin Fletcher do Game Revolution foi mais otimista, enaltecendo os atributos do jogo, e comentando que "Alien Trilogy não é revolucionário, mas é um ótimo jogo de tiro em primeira pessoa.